# إقليم كيروندو
إقليم كيروندو (بالإنجليزية: Kirundo Province) هو إقليم في بوروندي، بلغ عدد سكانه 628,256  نسمة وذلك حسب إحصائيات سنة 2008، عاصمته كيروندو، تبلغ مساحته 1,703.34 كيلومتر مربع.

## الموقع
يشترك في الحدود مع:
- إقليم موينغا
  - إقليم نغوزي.

## التقسيمات الإدارية
- Commune of Bugabira [الإنجليزية]‏
- Commune of Busoni [الإنجليزية]‏
- Commune of Bwambarangwe [الإنجليزية]‏
- Commune of Gitobe [الإنجليزية]‏
- كيروندو
- Commune of Ntega [الإنجليزية]‏
- Commune of Vumbi [الإنجليزية]‏.